# Tadhg Liath mac Domhnaill
Tadhg Liath mac Domhnaill (mort en 1503) membre de la dynastie Mac Carthy, 22e prince de Desmond (Munster, Irlande) de 1469 à sa mort.

## Contexte
Tadhg Liath mac Domhnaill est le fils aîné et successeur de Domhnall an Dána mac Taidhg. En 1489 les Annales des quatre maîtres relèvent la mort de l'un de ses fils Diarmaid tué par Maurice Bacach FitzThomas comte de Desmond. Sans que l'on sache s'il y a un lien entre les deux événements la même source le mentionne comme « Mac Carthaigh Mór » lorsqu'elle relate qu'il tue la même année, un certain Paitricin fils du « Chevalier de Kerry ». Il meurt en 1503  et laisse :
- Domhnall mac Taidhg Léith,  23e prince de Desmond de 1503 à 1508 ;
- Cormac Ladhrach mac Taidhg Léith 24e prince de Desmond en opposition de 1508/1514 à 1516 ;
- Diarmaid tué en 1489

## Source
- (en) T.W Moody, F.X. Martin et F.J. Byrne, A New History of Ireland IX Maps, Genealogies, Lists. A companion to Irish History part II, Oxford, Oxford University Press, 2011, 690 p. (ISBN 978-0-19-959306-4).